# مجید میرزاوزیری
مجید میرزاوزیری (زاده ۹ اسفند ۱۳۵۰ - تهران) استاد دانشگاه در رشته ریاضی و پژوهشگر در دانشگاه فردوسی مشهد است و همچنین وی استاد گروه ریاضی محض و گروه مهندسی کامپیوتر دانشگاه فردوسی مشهد است. وی مدرک دکتری خودش در ریاضیات محض را از دانشگاه فردوسی مشهد دریافت کرده‌است. میرزاوزیری عضو هیئت علمی و استاد تمام دانشگاه فردوسی مشهد و همچنین بنیانگذار شهر ریاضی است. وی سعی دارد تا مفاهیم ریاضی را برای نوجوانان و دانشجویان به صورت مفهومی و در عین حال ساده بیان کند. دکتر محمد کافی، رئیس دانشگاه فردوسی مشهد، در حکمی دکتر مجید میرزاوزیری را به عنوان رئیس گروه آموزش‌های آزاد (کالج دانشگاه فردوسی) منصوب کرد.

## شهر ریاضی
دکتر میرزاوزیری در سال ۱۳۷۷ هجری شمسی شهر ریاضی را که یک پایگاه ریاضی ویژه نوجوانان است بنیان نهاد. شهر ریاضی تلاش می‌کند تا مفاهیم ریاضی را با زبانی شیوا و تازه به نوجوانان بیاموزد.

## فهرست کتابها
- داو دوم: حکایتی از زمانی دو بعدی‏‫
- حافظه استاد
- اصول نظریه اعداد (ترجمه)
- آنالیز ریاضی: درس، مسئله
- سیصد و یازده
- ریاضی‌ورزی
- روزی که صداها را دیدم
- منطق ضامن استدلال ۷۷ مسئله با حل تشریحی
- منطق، مجموعه‌ها، اعداد
- م‍ث‍ل‍ث
- گذشته‌ای که می‌آید: و چهار داستان دیگر
- قتل در فانوس دریایی
- ف‍ل‍س‍ف‍ه ری‍اض‍ی: ک‍لاس‍ی‍ک، م‍درن، پ‍س‍ت م‍درن
- ف‍ض‍اه‍ای م‍ت‍ری‍ک ب‍ا طع‍م ت‍وپ‍ول‍وژی
- فضاهای توابع - درس، مسئله
- عقربه ثانیه‌شمار
- شمردنی‌ها را بشمار!
- سفر به شهر ریاضی: ماجرای من و فرزندم در سرزمین ریاضیات
- یادگیری ریاضیات به عنوان زبان دوم کتاب دانش‌آموز سطح ر - الف - یک
- یادگیری ریاضیات به عنوان زبان دوم کتاب دانش‌آموز سطح ر - الف - دو
- مباحثی در توپولوژی و فضاهای توابع
- یادگیری ریاضی از طریق معما و بازی برای دانش‌آموزان پایه اول، دوم و سوم‮‬‏‫
- با ذره تا بینهایت مهر
- بازگشت به منزل آخر
- قلب در نگاه
- سرنوشت پدرم

## بخش‌های شهر ریاضی
- کلینیک خلاقیت
- سینما الف- صفر بعدی
- موزه هندسه
- کورس فود
- سفارت خانه آموزشگاه‌های دیگر
- لوازم ریاضی
- آتلیه موجک
- کافه عدد
- نگارخانه ریاضیات
- نگارخانه مقالات
- بانک مسئله
- اورژانس حل مسئله
- تعمیرگاه مقاله[۸]